# Yamanba
Yamanba (ヤマンバ), parfois écrit yamamba, est une tendance de mode parmi les jeunes femmes japonaises.

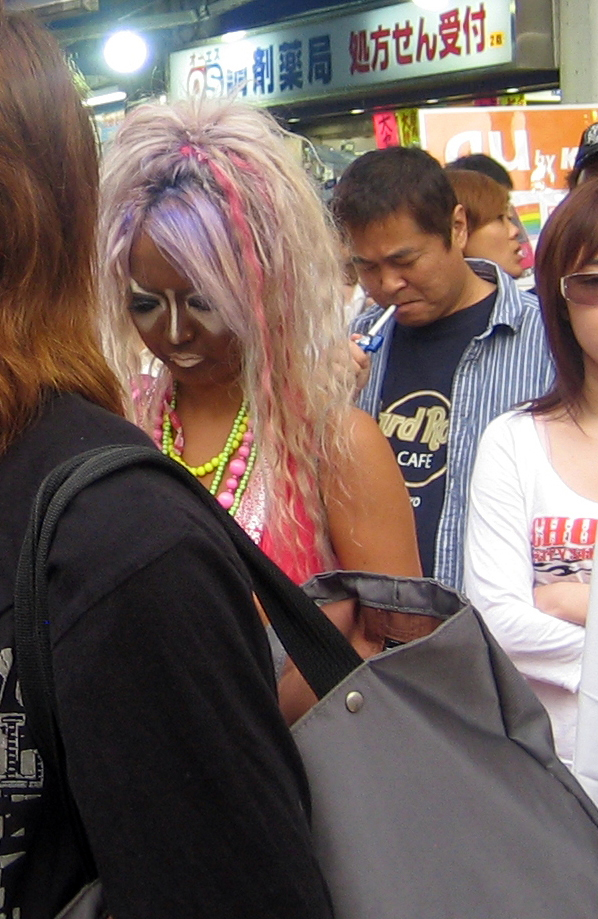
Yamanba.

Reprenant les cheveux décolorés et l'extrême bronzage de la fille ganguro, les yamanba y ajoutent du rouge à lèvres blanc, du maquillage blanc autour de l'œil, et des lentilles de contact parfois brillamment colorées. Leur tenue, très souvent en jupe extra-mini, est éclatante, et elles portent de nombreux accessoires, de préférence de couleurs voyantes. À l'apparition de cette mode, le but de ses adeptes était de ressembler à la sorcière Yama-Uba et de faire peur aux gens. Mais depuis, la mode a évolué et les yamanba choisissent surtout des couleurs et des accessoires tape-à-l'œil, leur donnant un côté plus fun.
Il existe un équivalent masculin de la yamanba : le center guy, dérivant d'un jeu de mots sur le nom d'une rue piétonne commerçante center-gai (センター街) (littéralement de l'anglais Center Street), près de la station de Shibuya à Tokyo où divers yamanba et center guy se retrouvent souvent.
Aujourd'hui, cette mode est dépassée et on ne rencontre pratiquement plus de yamanba.

## Étymologie
Le terme yamanba proviendrait d'un personnage de la mythologie japonaise, Yama-Uba, une sorcière vivant dans les montagnes, dont l'aspect aurait inspiré les yamanba. Yamanba est parfois abrégé en manba.